# سورا آمامیا
سورا آمامی‌یا (به ژاپنی: 雨宮 天, Amamiya Sora) (زادهٔ ۲۸ اوت ۱۹۹۳) یک صداپیشه و خواننده ژاپنی است. او حرفهٔ صداپیشگی را از سال ۲۰۱۲ آغاز کرد. از نقش‌های برجسته صداپیشگی وی می‌توان به شخصیت آکامه در آکامه گا کیل!، الیزابت لایونز در هفت گناه کبیره، آکوآ در کونوسوبا، آیلا در خاطرات پلاستیک، توکا کیریشیما در توکیو غول، هیتومی اوزاکی در کیلینگ بایتز، و نازونا ناناکوسا در ندای شب اشاره کرد.
آمامی‌یا در کنار مومو آساکورا و شینا ناتسوکاوا، یکی از اعضای گروه موسیقی ترای‌سِیل است. او همچنین به عنوان یک خواننده انفرادی نیز فعالیت می‌کند و تا سال ۲۰۲۲، سه آلبوم موسیقی، شامل دو آلبوم تلفیقی و یک آلبوم مجزا منتشر کرده‌است.